# Rally Príncipe de Asturias de 1993
El Rally Príncipe de Asturias de 1993, oficialmente 30.º Rally Príncipe de Asturias, fue la trigésima edición, la 37 cita de la temporada 1993 del Campeonato de Europa de Rally y la octava de la temporada 1993 del Campeonato de España de Rally. Se celebró del 10 al 12 de septiembre y contó con un itinerario de once tramos que sumaban un total de 220 km cronometrados.

## Itinerario
| Día   | Tramo | Nombre                | Distancia | Hora  | Ganador                         | Tiempo | Líder                              |
| ----- | ----- | --------------------- | --------- | ----- | ------------------------------- | ------ | ---------------------------------- |
| Día 1 | TC1   | Oviedo-Manzaneda      | 4.29 km   | 12:38 | Daniel Alonso Piergiorgio Deila | 2:09   | Daniel Alonso Piergiorgio Deila    |
| Día 1 | TC2   | Miravalles-Carrandi   | 28.06 km  | 14:11 | Josep María Bardolet            | 21:04  | Daniel Alonso Josep María Bardolet |
| Día 1 | TC3   | Torre-Carmen          | 20.65 km  | 15:16 | Josep María Bardolet            | 14:54  | Josep María Bardolet               |
| Día 1 | TC4   | Nueva-Corao           | 21.68 km  | 16:46 | Daniel Alonso                   | 15:47  | Josep María Bardolet               |
| Día 1 | TC5   | Sellaño-Sevares       | 17.70 km  | 17:49 | Daniel Alonso                   | 12:38  | Daniel Alonso                      |
| Día 1 | TC6   | Borines-Torazo        | 19.88 km  | 18:30 | Daniel Alonso                   | 14:33  | Daniel Alonso                      |
| Día 1 | TC7   | Miravalles-Carrandi 2 | 28.06 km  | 21:53 | Francisco Cima                  | 21:50  | Daniel Alonso                      |
| Día 1 | TC8   | Torre-Carmen 2        | 20.65 km  | 22:58 | Francisco Cima José Piñón       | 15:45  | Daniel Alonso                      |
| Día 1 | TC9   | Nueva-Corao 2         | 21.68 km  | 23:51 | Daniel Alonso                   | 16:08  | Daniel Alonso                      |
| Día 2 | TC10  | Sellaño-Sevares 2     | 17.70 km  | 00:54 | Francisco Cima Borja Moratal    | 13:11  | Daniel Alonso                      |
| Día 2 | TC11  | Borines-Torazo 2      | 19.88 km  | 01:35 | Daniel Alonso                   | 15:10  | Daniel Alonso                      |

## Clasificación final
| Pos. | Piloto                | Copiloto               | Automóvil                      | Tiempo  | Diferencia |
| ---- | --------------------- | ---------------------- | ------------------------------ | ------- | ---------- |
| 1.   | Daniel Alonso         | Salvador Belzunces     | Ford Escort RS Cosworth        | 2:44:14 | 0.0        |
| 2.   | Borja Moratal         | Alfredo Rodríguez      | Peugeot 309 GTI 16             | 2:50:54 | +6:40      |
| 3.   | Miguel Martínez-Conde | Amadeo Aguirre         | Renault Clio 16V               | 2:51:58 | +7:4       |
| 4.   | Francisco Cima        | Jacinto Martínez       | Renault Clio Williams          | 2:53:03 | +8:49      |
| 5.   | Javier Azcona         | Inma Vittorini         | Renault Clio 16V               | 2:53:54 | +9:40      |
| 6.   | Antonio Hidalgo       | Alejandro de La Fuente | Ford Sierra RS Cosworth 4-door | 2:54:30 | +10:16     |
| 7.   | Sergio Vallejo        | Diego Vallejo          | Peugeot 309 GTI 16             | 2:54:55 | +10:41     |
| 8.   | Alfonso Loza          | José Enrique Serrano   | Renault Clio 16V               | 2:59:10 | +14:56     |
| 9.   | Antonio Garrido       | José Alfredo Álvarez   | Ford Sierra RS Cosworth 4-door | 3:00:32 | +16:18     |
| 10.  | Jaime Azcona          | Julius Billmaier       | Peugeot 106 XSi                | 3:01:06 | +16:52     |